# Rashid Rahimov
Pour les articles homonymes, voir Rahimov.
Rashid Mamatkoulovitch Rahimov (en russe : Рашид Маматкулович Рахимов), né le 18 mars 1965 à Douchanbé, est un footballeur international tadjik et russe. Actif durant les années 1980 et 1990, il a principalement évolué au poste de milieu de terrain avant de se reconvertir par la suite comme entraîneur.

## Biographie

### Carrière en club
Natif de Douchanbé en RSS du Tadjikistan, c'est dans cette ville qu'il effectue sa formation et intègre en 1982 l'équipe première du Pamir Douchanbé, club de deuxième division soviétique, à l'âge de 17 ans. S'imposant comme titulaire régulier à partir de 1984, Rahimov contribue ainsi à la montée de l'équipe en première division en 1988 ainsi qu'à son maintien trois saisons durant entre 1989 et 1991. Il y joue ainsi un total de 294 matchs et inscrit 26 buts.
Après la chute de l'Union soviétique et la fin des compétitions associées, il décide de rejoindre la Russie et le Spartak Moscou en début d'année 1992. Y remportant notamment la dernière édition de la Coupe d'URSS en mai 1992, il ne reste cependant qu'une demi-saison avant de partir à l'été 1992 pour rejoindre l'Espagne et le Real Valladolid en deuxième division. À la fin de la saison 1992-1993, il décide de retourner en Russie en signant cette fois au Lokomotiv Moscou, où il est cependant très peu utilisé, bien qu'il y découvre les compétitions européennes en jouant la Coupe UEFA. Retournant par la suite au Spartak pour la fin de saison 1994, il y joue notamment la Ligue des champions et remporte le titre de champion en fin de saison.
Rahimov quitte par la suite définitivement la Russie et l'ex-URSS pour rejoindre cette fois l'Autriche et l'Austria Vienne en début d'année 1995. Il y évolue pendant cinq ans et demi jusqu'à l'été 2000, cumulant 136 matchs joués pour 15 buts marqués mais n'y gagnant aucun trophée quelconque. Il reste par la suite au pays, effectuant un passage d'un an à l'Admira Wacker Mödling avant de finir sa carrière au SV Ried en été 2002, à l'âge de 37 ans.

### Carrière internationale
Appelé par le sélectionneur Tadjikistan Sharif Nazarov, Rahimov connaît sa première sélection internationale le 17 juin 1992 lors d'un match amical face à l'Ouzbékistan, lors duquel il dispute l'intégralité de la rencontre en tant que titulaire, tandis que celle-ci se termine sur un match nul 2-2. Il est par la suite appelé par Oleg Romantsev au sein de la sélection russe, avec qui il dispute quatre matchs amicaux entre janvier 1994 et mars 1995. Il est ensuite rappelé à nouveau par le Tadjikistan en juin 1996 pour un match éliminatoire pour la Coupe d'Asie 1996 face à l'Ouzbékistan, qui se conclut cependant par une large défaite 5-0 des siens, amenant à leur non-qualification pour la phase finale de la compétition.

### Carrière d'entraîneur
Peu après la fin de sa carrière de joueur, Rahimov est nommé à la tête de l'Admira Wacker Mödling en fin d'année 2002. Il reste par la suite une saison et demie avant de quitter son poste à l'issue de la saison 2003-2004 après avoir amenée l'équipe à deux places de milieu de classement. Il s'en va ensuite pour la Russie à l'Amkar Perm en septembre 2006 et l'amène successivement à une treizième puis une huitième position avant de s'en aller à la fin de la saison 2007.
Ses performances avec l'Amkar lui valent de devenir quelques jours après son départ l'entraîneur du Lokomotiv Moscou pour la saison 2008. Après avoir amené le club à la septième place pour sa première saison, un mauvais début d'exercice 2009 lui vaut d'être renvoyé dès le mois d'avril. Il retrouve par la suite son poste à l'Amkar Perm au mois de septembre suivant, maintenant l'équipe à la fin de la saison puis de la suivante, en plus d'atteindre la demi-finale de la Coupe de Russie où il est cependant vaincu par le Zénith Saint-Pétersbourg, futur vainqueur. Après un début de saison 2011-2012 compliqué voyant l'équipe lutter une nouvelle fois pour son maintien, Rahimov est finalement renvoyé au mois de septembre 2011.
Par la suite inactif pendant plus de deux ans, il est finalement finalement nommé à la tête du Terek Grozny au mois de novembre 2013. Reprenant une équipe alors habituée à jouer le maintien, il connaît avec celle-ci une progression constante qui culmine avec une cinquième position à l'issue de la saison 2016-2017, à un point d'une qualification en Ligue Europa, ce qui constitue la meilleure performance de l'histoire du club en championnat. Il quitte cependant le club à l'issue de cette dernière saison. Après un peu plus d'un an d'inactivité, il fait son retour à la tête du club, qui a été renommé Akhmat entre-temps, au mois de septembre 2018. Il amène dans un premier temps l'équipe à la huitième place du championnat lors de l'exercice 2018-2019 mais quitte finalement son poste le 30 septembre 2019 alors qu'une série de sept rencontres sans victoire laisse le club en avant-dernière position.
Après une nouvelle année sans club, Rahimov devient entraîneur du FK Oufa le 11 octobre 2019, le club étant alors avant-dernier du championnat russe après dix journées. La forme de l'équipe ne s'améliore cependant pas à la suite de son arrivée et, après une dixième défaite en quinze matchs de championnat, il quitte ses fonctions au début du mois d'avril 2021.

## Palmarès
Pamir Douchanbé
- Champion d'URSS de D2 en 1988.

 Spartak Moscou
- Champion de Russie en 1992 et 1994.
- Vainqueur de la Coupe d'Union soviétique en 1992.

## Statistiques

### Statistiques de joueur
| Saison                | Club                  | Championnat           | Championnat | Championnat | Coupe(s) nationale(s) | Coupe(s) nationale(s) | Compétition(s) continentale(s) | Compétition(s) continentale(s) | Compétition(s) continentale(s) | Total | Total |
| Saison                | Club                  | Division              | M.          | B.          | M.                    | B.                    | Comp.                          | M.                             | B.                             | M.    | B.    |
| 1982                  | Pamir Douchanbé       | D2                    | 8           | 0           | 3                     | 0                     | -                              | -                              | -                              | 11    | 0     |
| 1983                  | Pamir Douchanbé       | D2                    | 13          | 0           | -                     | -                     | -                              | -                              | -                              | 13    | 0     |
| 1984                  | Pamir Douchanbé       | D2                    | 35          | 1           | 1                     | 0                     | -                              | -                              | -                              | 36    | 1     |
| 1985                  | Pamir Douchanbé       | D2                    | 35          | 1           | 1                     | 0                     | -                              | -                              | -                              | 36    | 1     |
| 1986                  | Pamir Douchanbé       | D2                    | 41          | 4           | 1                     | 0                     | -                              | -                              | -                              | 42    | 4     |
| 1987                  | Pamir Douchanbé       | D2                    | 31          | 4           | 2                     | 0                     | -                              | -                              | -                              | 33    | 4     |
| 1988                  | Pamir Douchanbé       | D2                    | 40          | 4           | -                     | -                     | -                              | -                              | -                              | 40    | 4     |
| 1989                  | Pamir Douchanbé       | D1                    | 26          | 2           | 3                     | 0                     | -                              | -                              | -                              | 29    | 2     |
| 1990                  | Pamir Douchanbé       | D1                    | 23          | 4           | 4                     | 1                     | -                              | -                              | -                              | 27    | 5     |
| 1991                  | Pamir Douchanbé       | D1                    | 25          | 4           | 2                     | 1                     | -                              | -                              | -                              | 27    | 5     |
| Sous-total            | Sous-total            | Sous-total            | 277         | 24          | 17                    | 2                     | -                              | -                              | -                              | 294   | 26    |
| 1992                  | Spartak Moscou        | D1                    | 11          | 0           | 3                     | 0                     | -                              | -                              | -                              | 14    | 0     |
| 1992-1993             | Real Valladolid       | D2                    | 29          | 2           | -                     | -                     | -                              | -                              | -                              | 29    | 2     |
| 1993                  | Lokomotiv Moscou      | D1                    | 3           | 0           | -                     | -                     | C3                             | 2                              | 0                              | 5     | 0     |
| 1994                  | Lokomotiv Moscou      | D1                    | 11          | 0           | 1                     | 1                     | -                              | -                              | -                              | 12    | 1     |
| 1994                  | Spartak Moscou        | D1                    | 15          | 1           | -                     | -                     | C1                             | 5                              | 1                              | 20    | 2     |
| Sous-total            | Sous-total            | Sous-total            | 69          | 3           | 4                     | 1                     | -                              | 7                              | 1                              | 80    | 5     |
| 1994-1995             | Austria Vienne        | D1                    | 6           | 0           | -                     | -                     | -                              | -                              | -                              | 6     | 0     |
| 1995-1996             | Austria Vienne        | D1                    | 30          | 2           | 2                     | 2                     | C3                             | 4                              | 0                              | 36    | 4     |
| 1996-1997             | Austria Vienne        | D1                    | 22          | 6           | 1                     | 1                     | CI                             | 2                              | 0                              | 25    | 7     |
| 1997-1998             | Austria Vienne        | D1                    | 18          | 0           | 2                     | 0                     | CI                             | 1                              | 0                              | 21    | 0     |
| 1998-1999             | Austria Vienne        | D1                    | 19          | 2           | -                     | -                     | -                              | -                              | -                              | 19    | 2     |
| 1999-2000             | Austria Vienne        | D1                    | 25          | 2           | 4                     | 0                     | CI                             | 2                              | 0                              | 31    | 2     |
| Sous-total            | Sous-total            | Sous-total            | 120         | 12          | 9                     | 3                     | -                              | 7                              | 0                              | 136   | 15    |
| 2000-2001             | Admira Wacker Mödling | D1                    | 25          | 0           | -                     | -                     | -                              | -                              | -                              | 25    | 0     |
| 2001-2002             | Admira Wacker Mödling | D1                    | 8           | 0           | -                     | -                     | -                              | -                              | -                              | 8     | 0     |
| 2001-2002             | SV Ried               | D1                    | 16          | 0           | -                     | -                     | -                              | -                              | -                              | 16    | 0     |
| Sous-total            | Sous-total            | Sous-total            | 49          | 0           | -                     | -                     | -                              | -                              | -                              | 49    | 0     |
| Total sur la carrière | Total sur la carrière | Total sur la carrière | 515         | 39          | 30                    | 6                     | -                              | 14                             | 1                              | 559   | 46    |

### Statistiques d'entraîneur
Le tableau suivant récapitule les statistiques de Rashid Rahimov durant sa carrière d'entraîneur en club.
| Admira Wacker Mödling | 27 décembre 2002 | 31 mai 2004       | 57  | 19  | 19  | 19  | 33,3 |
| Amkar Perm            | 5 septembre 2006 | 30 novembre 2007  | 48  | 20  | 14  | 14  | 41,7 |
| Lokomotiv Moscou      | 6 décembre 2007  | 28 avril 2009     | 39  | 16  | 11  | 12  | 41,0 |
| Amkar Perm            | 5 septembre 2009 | 27 septembre 2011 | 71  | 20  | 18  | 33  | 28,2 |
| Terek Grozny          | 7 novembre 2013  | 21 mai 2017       | 112 | 46  | 25  | 41  | 41,1 |
| Akhmat Grozny         | 5 septembre 2018 | 30 septembre 2019 | 38  | 13  | 11  | 14  | 34,2 |
| FK Oufa               | 11 octobre 2020  | 3 avril 2021      | 19  | 7   | 2   | 10  | 36,8 |
| Rubin Kazan           | 12 avril 2023    | en cours          | 8   | 7   | 1   | 0   | 87,5 |
| Total                 | Total            | Total             | 392 | 148 | 101 | 143 | 37,8 |